# Blumenau
Blumenau er en kommune i det sydlige af delstaten Santa Catarina, i Brasilien.

## Historie
Kommunen blev grundlagt 2.september 1850.
- Wikimedia Commons har flere filer relateret til Blumenau

26°55′08″S 49°03′57″V / 26.9189°S 49.0658°V